# PRIDE.2
PRIDE.2（プライド・ツー）は、日本の総合格闘技イベント「PRIDE」の大会の一つ。1998年3月15日、神奈川県横浜市の横浜アリーナで開催された。

## 大会概要
本大会ではスタンディングバウト2試合を含む全8試合が行われた。桜庭和志が初めてPRIDEに出場し、初勝利を挙げた。
当初、メインイベントはホイス・グレイシー対マーク・ケアーが予定されていたが、ホイスの欠場によりK-1初代王者ブランコ・シカティックに変更されK-1王者対UFC王者の対戦が実現した。
当初発表されたスケジュールでは1月15日に開催予定であったが、ホイラー・グレイシーの負傷により2か月開催が延期されて3月15日開催になった。

## 試合結果
第1試合 PRIDEルール 時間無制限
○  ホイラー・グレイシー vs.  佐野なおき ×
33:14 腕ひしぎ十字固め
第2試合 PRIDEルール 10分無制限R
○  小路晃 vs.  ジュアン・モット ×
1R 3:47 スリーパーホールド
第3試合 スタンディングバウト 3分5R
○  ウィリアム・ロスマーレン vs.  ラルフ・ホワイト ×
4R 0:38 KO（ボディへの膝蹴り）
第4試合 PRIDEルール 10分無制限R
○  桜庭和志 vs.  バーノン・"タイガー"・ホワイト ×
3R 6:53 腕ひしぎ十字固め
第5試合 PRIDEルール 10分無制限R
○  ヘンゾ・グレイシー vs.  菊田早苗 ×
6R 0:43 フロントチョーク
第6試合 スタンディングバウト 3分5R
○  タシス・"トスカ"・ペトリディス vs.  "ビッグ"・ジョージ・ランドルフ ×
5R終了 判定
第7試合 PRIDEルール 10分無制限R
○  マルコ・ファス vs.  ゲーリー・グッドリッジ ×
1R 9:09 ヒールホールド
第8試合 PRIDEルール 10分無制限R
○  マーク・ケアー vs.  ブランコ・シカティック ×
1R 2:14 失格（ロープ掴みによる反則）